# Caledonisia monsmollis
Caledonisia monsmollis är en insektsart som beskrevs av Thierry Bourgoin 1997. Caledonisia monsmollis ingår i släktet Caledonisia och familjen Meenoplidae. Inga underarter finns listade i Catalogue of Life.